# TEJO

Logo von TEO

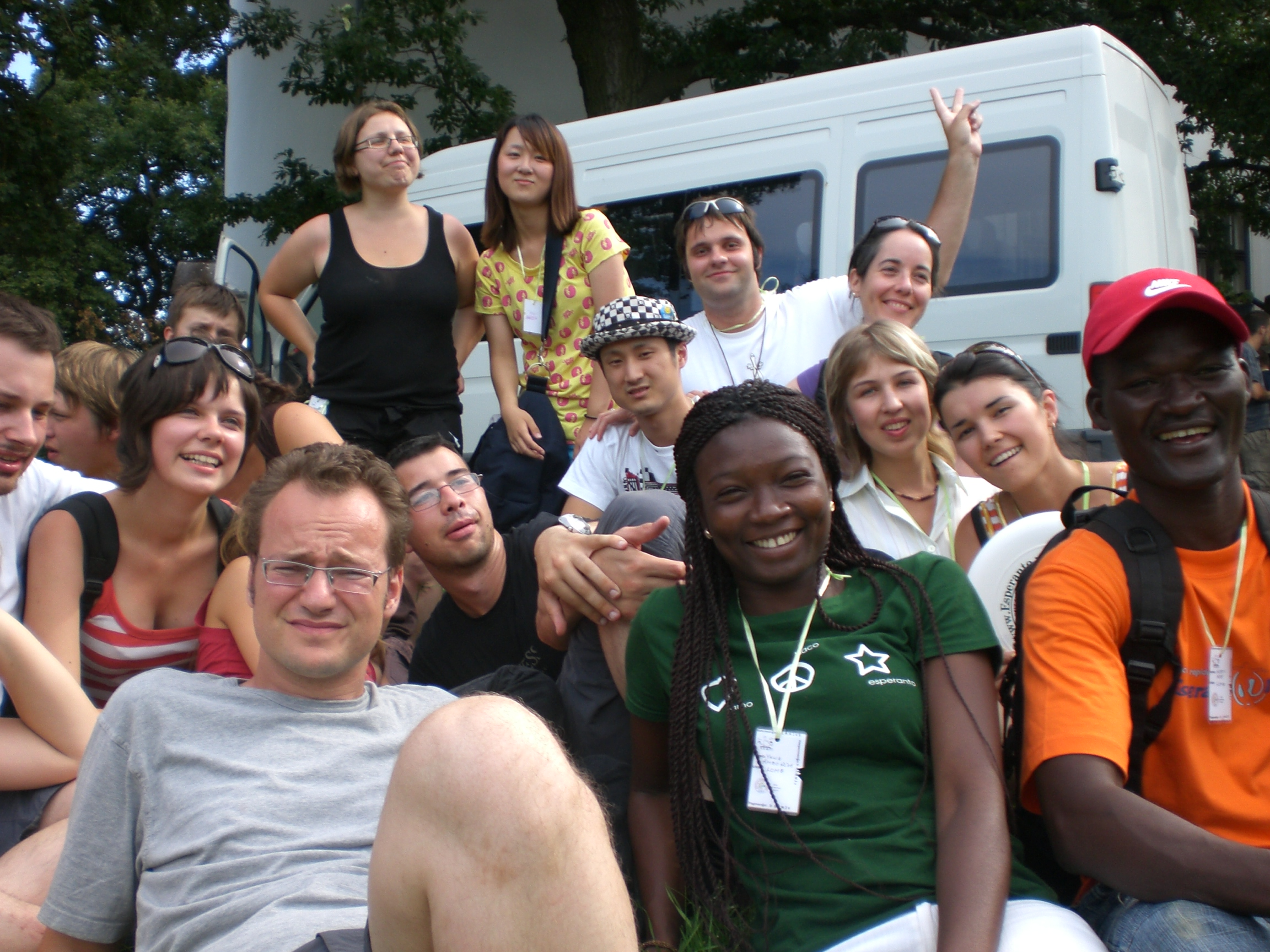
Teilnehmer des IJK 2008 in Steinamanger

TEJO (Tutmonda Esperantista Junulara Organizo, auf Deutsch meist Esperanto-Weltjugendorganisation oder kurz Esperanto-Weltjugend genannt) ist eine Organisation für Esperanto-Sprecher bis zum Alter von 30 Jahren. Sitz ist Rotterdam. 1938 wurde die Tutmonda Junular-Organizo (Welt-Jugendorganisation) gegründet und 1952 zum jetzigen Namen umbenannt. 1956 wurde TEJO die Jugend-Sektion der UEA. 1971 wurden die Finanzen und Administration vollständig in der UEA integriert.
Der Verband organisiert jährlich einen an unterschiedlichen Orten stattfindenden  Internationalen Jugend-Kongress. Dies  ist ein einwöchiges Treffen mit Konzerten, Präsentationen, Exkursionen und einigen anderen Freizeit- und Erholungsmöglichkeiten, aber auch Diskussions- und Bildungsveranstaltungen. Die Teilnehmerzahlen liegen gewöhnlich bei einigen hundert, Teilnehmer kommen aus einigen Dutzend Ländern.
Der Verband fördert Völkerverständigung durch Jugendbegegnungen, Bildungsprogramme und die Verwendung der Welthilfssprache Esperanto. Der Verband verteidigt den kulturellen Reichtum sprachlicher Verschiedenheit, die Menschenrechte sprachlicher Minderheiten und die weltweite Verständigung durch den leichten Zugang zu internationalen Kontakten.
Der Verband gibt zwei Zeitschriften heraus: Kontakto und TEJO Tutmonde (TEJO weltweit); außerdem im Internet TEJO aktuale. Kontakto richtet sich seit einigen Jahren mehr an Anfänger und junge Leser und enthält Artikel über generelle Themen in einfacher Sprache. TEJO Tutmonde bietet Neuigkeiten über die Esperanto-Jugend-Aktivitäten international. TEJO-aktuale informiert über Aktuelles im ganzen Esperantoland.
Der Verband organisiert auch Pasporta Servo, ein Netzwerk von Esperantosprechern, die anderen kostenlose Übernachtungsmöglichkeit anbieten. Die von TEJO herausgegebene Zeitschrift Kontakto hat auch einen Teil in einfacher Sprache, der u. a. von Anna Löwenstein betreut wurde.